# Haru no Arashi
Singles de Erina Mano
Love & Peace = Paradise
(2009) Onegai Dakara...
(2010)
Haru no Arashi (春の嵐) est le 6e single "major" (et 9e single au total) de la chanteuse japonaise Erina Mano (真野恵里菜), sorti en 2010.

## Présentation
Le single est sorti le 24 février 2010 au Japon sous le label hachama, dans le cadre du Hello! Project. Il atteint la 10e place du classement Oricon, et reste classé pendant 2 semaines, pour un total de 15 392 exemplaires vendus durant cette période. Il sort également dans deux éditions limitées avec des pochettes différentes, notées "A" avec en supplément un DVD, et "B". Contrairement aux autres singles de la chanteuse, il ne sort pas également au format "single V" (DVD).
Les deux chansons du single sont écrites par Yoshiko Miura (三浦徳子), composées cette fois par Tsunku, et produites par Taisei. Seule la chanson-titre figurera sur l'album More Friends qui sortira en fin d'année. Elle sert de thème musical à une campagne publicitaire pour la marque GREE, tandis que la chanson en "face B", Hello! Esper! Hello!, sert de thème de fin au drama Hanbun Esper  dont Erina Mano est la vedette. Quatre membres du Hello! Pro Egg (Akari Saho, Azusa Sekine, Mizuki Fukumura, et Akari Takeuchi) accompagnent la chanteuse comme danseuses dans le clip vidéo de la chanson et lors de certaines interprétations scéniques.

## Liste des titres
Single CD
1. Haru no Arashi (春の嵐?)  – 04:14
2. Hello! Esper! Hello! (ハロー! エスパー! ハロー!?) – 03:34
3. Haru no Arashi (Instrumental) (春の嵐…?) – 04:09

DVD de l'édition limitée "A"
1. Haru no Arashi (Dance Shot Ver.) (春の嵐…?)